# Primula calliantha
Primula calliantha är en viveväxtart. Primula calliantha ingår i släktet vivor, och familjen viveväxter.

## Underarter
Arten delas in i följande underarter:
- P. c. bryophila
- P. c. calliantha
- P. c. mishmiensis